# Li Shilong
Li Shilong (10 agosto 1977) è uno scacchista cinese.
Nel 2002 diventò il 13º Grande maestro cinese.
Ha partecipato alla Coppa del Mondo di scacchi 2005 di Chanty-Mansijsk, ma è stato eliminato nel primo turno da Francisco Vallejo Pons.
Altri risultati:
- 2005 : secondo nel campionato asiatico individuale di Hyderabad con 7,5/9, dietro a Zhang Zhong;
- 2008 : vince la Prospero Pichay Cup di Parañaque City con 7/9, davanti a 19 grandi maestri.[2]

Ha raggiunto il massimo Elo in dicembre 2012, con 2.561 punti.